# Улюв (Мазовецьке воєводство)
Улюв (пол. Ulów) — село в Польщі, у гміні Кльвув Пшисуського повіту Мазовецького воєводства.
Населення — 314 осіб (2011).
У 1975-1998 роках село належало до Радомського воєводства.

## Демографія
Демографічна структура станом на 31 березня 2011 року:
|          | Загалом | Допрацездатний вік | Працездатний вік | Постпрацездатний вік |
| -------- | ------- | ------------------ | ---------------- | -------------------- |
| Чоловіки | 164     | 36                 | 105              | 23                   |
| Жінки    | 150     | 25                 | 77               | 48                   |
| Разом    | 314     | 61                 | 182              | 71                   |